# Xã Texas, Quận Dent, Missouri
Xã Texas (tiếng Anh: Texas Township) là một xã thuộc quận Dent, tiểu bang Missouri, Hoa Kỳ. Năm 2010, dân số của xã này là 894 người.